# Niko Markkula
Niko Markkula (Jyväskylä, 27 giugno 1990) è un calciatore finlandese, difensore del Gilla.